# HD 15889
HD 15889，又名CD-36 957，SAO 193759、HR 742，是一颗恒星，视星等为6.3，位于銀經242.77，銀緯-66.74，其B1900.0坐标为赤經2h 28m 7.5s，赤緯-36° -66.74′ 9″。